# Wilhelm Pytlik
Wilhelm Pytlik ist ein ehemaliger deutscher Fußballtrainer. 1955 betreute er den SC Fortschritt Weißenfels in der DDR-Oberliga, der höchsten Spielklasse im DDR-Fußball.

## Sportliche Laufbahn
Zur Saison 1954/55 übernahm Wilhelm Pytlik von Herbert Worbs das Training des zweitklassigen DDR-Ligisten Betriebssportgemeinschaft (BSG) Fortschritt Weißenfels. Seit 1951 hatten die Weißenfelser vergeblich den Aufstieg in die DDR-Oberliga angestrebt, 1952/53 verpassten sie diesen unter Worbs mit Platz zwei knapp. Als auch in der Spielzeit 1953/54 der Aufstieg mit elf Punkten Rückstand zum Staffelsieger deutlich verpasst wurde, musste Worbs den Trainerposten räumen und Pytlik wurde mit der Aufgabe betreut, die BSG Fortschritt nun endlich in die Oberliga zu führen. Im Dezember 1954 wurde die BSG zu einem Sportclub aufgewertet, und am Saisonende hatte es Pytlik geschafft, den SC Fortschritt wie erhofft in die Oberliga zu führen. Pytlik erhielt weiterhin das Vertrauen und betreute die Fortschritt-Mannschaft auch in der Oberliga-Übergangsrunde, die im Herbst 1955 zum Übergang in den Kalenderjahr-Spielrhythmus mit 13 Punktspielen ausgetragen wurde. Zu Beginn der Saison 1956 wurde Pytlik wieder durch Herbert Worbs ersetzt. In der Saison 1956 trainierte Pytlik während der letzten vier Punktspiele den abstiegsbedrohten DDR-Ligisten Motor Dessau, konnte ihn jedoch nicht vor dem Abstieg bewahren. Anschließend war Pytlik nicht mehr im höherklassigen Fußball aktiv.